# Cometa (DC Comics)
Cometa es el nombre de dos personajes ficticios pertenecientes a la editorial DC Comics cuyas aventuras han sido publicadas por la misma compañía. El primer personaje fue un caballo inteligente con poderes mágicos quién fue un centauro en la antigua Grecia. El segundo personaje es un ser que puede adoptar tres aspectos: hombre, mujer y centauro alado. Ambos personajes están conectados a la familia de títulos de Superman.
Debido a los eventos ocurridos en la miniserie de 1985 Crisis on Infinite Earths, al primero de los personajes ya no se lo considera canónico dentro del Universo DC.

## Cometa Pre-Crisis
Cometa (Comet en el original en inglés) fue presentado en la historia de Superboy en la revista Adventure Comics 293 en febrero de 1962, y luego apareció regularmente en las historias de Supergirl comenzando en Action Comics 292 en septiembre de 1962. Fue parte de una serie de animales superpoderosos que incluían a Streaky y Beppo, que fueron populares en las historietas de DC en la década de 1960, y era el caballo mascota de Supergirl, e incluso, mientras adoptaba su forma humana, tuvo un romance con ella. 
Originalmente un centauro llamado Biron en la antigua Grecia, luego de salvar a la bruja Circe de ser envenenada por un hechicero Circe quiso darle una poción para transformarlo en humano, dándole por error una poción que lo terminó transformando en caballo. Incapaz de revertir el efecto, Circe le otorgó superpoderes, incluyendo inmortalidad. El hechicero le pidió a sus maestros que lo ayudaran contra Biron y estos lo hicieron prisionero en un asteroide de la constelación de Sagitario, bajo la cual Biron había nacido. Mucho tiempo después, rumbo a La Tierra, el cohéte de Supergirl pasó cerca del asteroide rompiendo el campo de fuerza que lo mantenía prisionero, y Biron pudo escapar. Luego de conocer a Supergirl, acompañó a esta en una misión al planeta Zerox donde un hechizo mágico fue invocado para transformarlo en humano, pero cuando un cometa atravesara el sistema solar. Como humano, Cometa adoptaría la identidad del jinete de rodeo "Bronco" Bill Starr, de quien Supergirl terminaría enamorada.
Cometa tuvo apariciones esporádicas en historietas a través de la década de 1960, e incluso fue miembro de la Legión de Super-Mascotas, un grupo que consistía de animales superpoderosos. También tuvo un breve romance con Lois Lane en la revista que la tenía como protagonista.
Un equino parecido al Cometa tradicional fue visto brevemente en Legion of Three Worlds #1 como parte de una muestra en el museo que visita Superboy-Prime. El museo tiene muestras de los superhombres del multiverso y la Superwoman Kristen Wells, por lo que no es claro si esto significa que Cometa haya regresado a la continuidad regular, sin embargo, los eventos de Supergirl: Woman of Tomorrow representaron su regreso definitivo a la continuidad, aunque murió en la serie.

### Poderes y habilidades
Aparentemente, debido a la poción que Circe le dio, tiene la fuerza de Júpiter, la sabiduría de Atenea, la velocidad de Mercurio y los poderes telepáticos de Neptuno, además de, a pesar de que nunca se especificó, poderes similares a los de Superman y Supergirl, como vuelo y fuerza y visión telescópica. Al no ser nativo de Krypton no lo afecta la kryptonita ni sol rojo. Además, cada vez que un cometa pasa a través del sistema solar se transforma en hombre, aunque por un breve período de transición es nuevamente centauro.

## Cometa Post-Crisis
Un muy diferente Cometa fue presentado en la serie Supergirl de Peter David, en el número 14 de octubre de 1997. Esta versión se la presentó originalmente como un héroe con poderes de vuelo y visión congelante. La apariencia de Cometa no era clara, ya que al usar sus poderes era rodeado por un aura de frío que lo hacían parecer un cometa. Se veía como un hombre con tres dedeos, piernas como de caballo, pelo blanco largo y una marca en forma de estrella en su frente. Hubo mucha especulación acerca de quién era Cometa, pero terminó revelándose que Cometa era Andrea Martínez, una actriz cómica bisexual, quien como su amiga Linda Danvers (quien podía transformarse en Supergirl), podría cambiar forma entre apariencia humana y su forma superpoderosa (aunque los cambios de Cometa también involucraban cambio de género, de la femenina Andrea al masculino Cometa).
Después se supo que la forma masculina de Cometa fue originalmente Andrew Jones, un jokey quien luego de ser pisoteado por caballos fue "reconstruido" por una organización llamado "El Establo", transformándolo en un superhumano con ADN equino. Jones se rebela contra la organización y comienza a operar como superhéroe. En una de sus primeras misiones intenta salvar a Andrea Martínez (quien fue rechazada por sus padres) de una avalancha, pero ambos mueren. Así como pasó con Matrix y Linda Danvers (quién se fusionó con Supergirl, el Ángel de Fuego), esto causó que ambos se combinaran en un solo ser: el Ángel del Amor de La Tierra. Cometa originalmente estaba enamorado de Supergirl, y desde que se transformó en Ángel del Amor la hizo tener sentimientos por él, pero Supergirl lo rechazó cuando se enteró de que además era mujer. Esto abrió la puerta a un tercer Ángel, Blithe, el Ángel de la Luz, que usaba sus poderes para explotar el corazón roto de Cometa y volverla contra Supergirl. Blithe hizo que Cometa pudiera terminar aceptando sus poderes de Ángel y terminara transformándose en un centauro alado.
Blithe engañó a Cometa para unir fuerzas con Carnívoro, una poderosa criatura demoniaca que desprecia los Ángeles de la Tierra, y deseaba tener su poder. De todas formas, Carnívoro perdió control cuando Andrea abandonó su ira al enterarse de que su madre murió, dejando un video pidiéndole disculpas por sus acciones. Los tres Ángeles de la Tierra trabajaron juntos para detener a Carnívoro. Cometa comenzó una relación con Blithe, dado que ella estaba enamorada de ambas de sus formas (revelando así que Blithe también es bisexual).

### Poderes y habilidades
Cometa originalmente tenía el poder de vuelo a alta velocidad, dejando una estela congelada detrás de él al volar. También generaba un aura psiónica la cual simulaba sentimientos de amor en aquellos alrededor de ella. Cuando se transformó en el Ángel del Amor, ganó alas de hielo, visión congelante (explosiones de energía congelante que salían de sus ojos), y una forma de centauro que le daba fuerza de caballo. Cometa puede cambiar forma entre su forma de centauro y la forma femenina de Andrea Martínez.

## Otras versiones
El Cometa Pre-Crisis apareció en Supergirl: Cosmic Adventures in the 8th Grade. Supragirl, una Supergirl de una realidad alterna futura, le lleva de regalo a su joven contrapartida un caballo para salvar al mundo en el pasado. El caballo ayuda a salvar a unos desconcertados Superman y Supergirl prisioneros de Lex Luthor. Cuando la joven Supragirl se desvanece debido a un mal funcionamiento de sus poderes, el caballo es dejado con Kara, quien admite que no tenía idea qué hacer con él.

## En otros medios
- Cometa aparece como cameo en DC Super Hero Girls: Héroe del Año. Era el caballo mascota de Kara Zor-El en Krypton.